# Ligetfalva, Zala
Ligetfalva  este un sat în districtul Keszthely, județul Zala, Ungaria, având o populație de 54 de locuitori (2011). 

## Demografie
Componența etnică a satului Ligetfalva
     Maghiari (100%)
Componența confesională a satului Ligetfalva
     Romano-catolici (64,81%)
     Fără religie (9,26%)
     Reformați (5,56%)
     Necunoscută (20,37%)
Conform recensământului din 2011, satul Ligetfalva avea 54 de locuitori. Din punct de vedere etnic, majoritatea locuitorilor (100,0%) erau maghiari.  Din punct de vedere confesional, majoritatea locuitorilor (64,81%) erau romano-catolici, existând și minorități de persoane fără religie (9,26%) și reformați (5,56%). Pentru 20,37% din locuitori nu este cunoscută apartenența confesională.